# Edwin William Smith
Edwin William Smith (* 7. September 1876 in Aliwal North, Südafrika; † 23. Dezember 1957 in Deal, England) war ein britischer Militär-Geistlicher der Methodisten, Missionar, Ethnologe, Linguist, Historiker und Afrikanist. Er verfasste ein Handbuch der Ila-Sprache (Seshukulumbwe) und erforschte zusammen mit Andrew Murray Dale die ilasprachige Bevölkerung von Nordrhodesien (heute: Sambia), seinem Wirkungsgebiet als Missionar. Smith war der Haupt-Übersetzer der Bibel in die Ila-Sprache. Er war Mitglied des Königlichen Anthropologischen Instituts.

## Hauptwerk
- Edwin William Smith und Andrew Murray Dale: The Ila-speaking Peoples of Northern Rhodesia. 2 Bände. London: Macmillan, 1920 (Digitalisat: I, II)

## Weitere Werke
- A Handbook of the Ila language [commonly called the Seshukulumbwe] spoken in North-Western Rhodesia, South-Central Africa : comprising grammar, exercises, specimens of Ila tales, and vocabularies. Republ. Oxford 1907. Ridegewood, N.J.: Gregg, 1907
- The Christian mission in Africa. The International Missionary, 1926
- Aggrey of Africa. Ayer Co Pub , 1929
- The Mabilles of Basutoland. Hodder and Stoughton, 1939
- The secret of the African. United Society for Christian, 1943 (Seven lectures delivered as "Long lectures" in 1927–28, at the invitation of the Church Missionary Society.)
- African beliefs and Christian faith. United Society for Christian, 1943
- Knowing the African. United Society for Christian, 1946
- The life and times of Daniel Lindley 1801–80. The Epworth Press 1949
- Smith, E. W. und E. G. Parrinder (Hrsg.): African Ideas of God. London: Edinburgh House Press 1966. 3. ed. (zuerst 1950)
- The Blessed Missionaries: Being the Phelps-Stokes Lectures delivered in Cape Town in 1949; with foreword by Sir Herbert Stanl. Kapstadt: Oxford U.P., 1950
- Great Lion of Bechuanaland: the Life and Times of Roger Price, Missionary and Statesman, London 1957